# 로도스 (도시)
로도스(그리스어: Ρόδος, Ródos)는 그리스 로도스섬 북동단에 위치한 도시로, 도데카니사현의 현청 소재지이며 면적은 19.481km2, 높이는 0 ~ 25m, 인구는 53,709명(2001년 기준), 인구 밀도는 2,757명/km2이다.
고대에는 세계 7대 불가사의 가운데 하나인 로도스의 거상으로 유명했으며 성 요한 기사단에 의해 건설된 요새(구 시가지)는 1988년 유네스코가 지정한 세계유산으로 선정된 곳이다.

## 위치
로도스섬 북동단에 위치하며 북쪽에서 남쪽으로 삼각형 모양을 띠고 있다. 로도스섬에서 면적이 가장 작고 인구가 가장 많은 도시이며 북쪽과 동쪽, 서쪽으로는 에게해와 접하고 있고 남쪽으로는 이알리소스(Ialysos), 칼리테아(Kallithea)와 접한다.

## 역사
로도스섬은 유럽과 중동, 아프리카를 연결하는 요충지로 여겨졌으며 오랜 역사를 갖고 있기 때문에 건축적, 문화적, 언어적으로 서로 다른 특색을 갖고 있다. 기원전 4000년경부터 로도스섬에 사람이 살았던 것으로 추측된다.

## 교통
시에는 항구 4개가 들어서 있으며 그리스 국내외를 연결한다. 시에서 14km 정도 떨어진 디아고라스 국제 공항에서는 매일 그리스 주요 도시와 키프로스를 연결하는 정기 노선을 운항한다.

## 기후
| Rhodes의 기후                                                    | Rhodes의 기후 | Rhodes의 기후 | Rhodes의 기후 | Rhodes의 기후 | Rhodes의 기후 | Rhodes의 기후 | Rhodes의 기후 | Rhodes의 기후 | Rhodes의 기후 | Rhodes의 기후 | Rhodes의 기후 | Rhodes의 기후 | Rhodes의 기후 |
| 월                                                               | 1월           | 2월           | 3월           | 4월           | 5월           | 6월           | 7월           | 8월           | 9월           | 10월          | 11월          | 12월          | 연간          |
| ---------------------------------------------------------------- | ------------- | ------------- | ------------- | ------------- | ------------- | ------------- | ------------- | ------------- | ------------- | ------------- | ------------- | ------------- | ------------- |
| 역대 최고 기온 °C (°F)                                           | 22.0 (71.6)   | 22.0 (71.6)   | 27.4 (81.3)   | 30.6 (87.1)   | 34.8 (94.6)   | 36.2 (97.2)   | 39.0 (102.2)  | 41.2 (106.2)  | 35.4 (95.7)   | 33.2 (91.8)   | 28.4 (83.1)   | 22.8 (73.0)   | 41.2 (106.2)  |
| 일평균 최고 기온 °C (°F)                                         | 15.1 (59.2)   | 15.2 (59.4)   | 16.8 (62.2)   | 20.0 (68.0)   | 24.2 (75.6)   | 28.4 (83.1)   | 30.5 (86.9)   | 30.7 (87.3)   | 28.2 (82.8)   | 24.5 (76.1)   | 20.1 (68.2)   | 16.6 (61.9)   | 22.5 (72.6)   |
| 일일 평균 기온 °C (°F)                                           | 12.0 (53.6)   | 12.0 (53.6)   | 13.5 (56.3)   | 16.3 (61.3)   | 20.0 (68.0)   | 24.2 (75.6)   | 26.4 (79.5)   | 26.7 (80.1)   | 24.4 (75.9)   | 20.7 (69.3)   | 16.7 (62.1)   | 13.5 (56.3)   | 18.9 (66.0)   |
| 일평균 최저 기온 °C (°F)                                         | 8.8 (47.8)    | 8.8 (47.8)    | 10.1 (50.2)   | 12.5 (54.5)   | 15.8 (60.4)   | 19.9 (67.8)   | 22.3 (72.1)   | 22.7 (72.9)   | 20.5 (68.9)   | 16.9 (62.4)   | 13.2 (55.8)   | 10.4 (50.7)   | 15.2 (59.3)   |
| 역대 최저 기온 °C (°F)                                           | −4.0 (24.8)   | −1.6 (29.1)   | 0.2 (32.4)    | 5.2 (41.4)    | 8.6 (47.5)    | 12.6 (54.7)   | 16.8 (62.2)   | 17.0 (62.6)   | 10.6 (51.1)   | 7.2 (45.0)    | 2.4 (36.3)    | 1.2 (34.2)    | −4.0 (24.8)   |
| 평균 강우량 mm (인치)                                            | 149.6 (5.89)  | 105.7 (4.16)  | 75.6 (2.98)   | 27.8 (1.09)   | 18.6 (0.73)   | 2.3 (0.09)    | 0.4 (0.02)    | 0.2 (0.01)    | 5.8 (0.23)    | 65.5 (2.58)   | 94.1 (3.70)   | 157.4 (6.20)  | 703 (27.68)   |
| 평균 강우일수                                                    | 15.5          | 12.7          | 10.5          | 7.6           | 4.6           | 1.2           | 0.2           | 0.1           | 1.5           | 6.7           | 9.5           | 15.4          | 85.5          |
| 평균 상대 습도 (%)                                               | 70.1          | 69.1          | 68.7          | 66.5          | 64.4          | 58.5          | 57.6          | 59.9          | 61.4          | 67.5          | 71.4          | 72.4          | 65.6          |
| 평균 일일 일조시간                                               | 5.0           | 6.0           | 7.0           | 9.0           | 11.0          | 13.0          | 14.0          | 13.0          | 11.0          | 8.0           | 6.0           | 5.0           | 9.0           |
| 가능 일조율                                                      | 50            | 55            | 58            | 69            | 79            | 87            | 100           | 100           | 92            | 73            | 60            | 50            | 73            |
| 출처 1: Hellinic National Meteorological Service                 |               |               |               |               |               |               |               |               |               |               |               |               |               |
| 출처 2: NOAA (Record temperature), Weather Atlas (sunshine data) |               |               |               |               |               |               |               |               |               |               |               |               |               |

## 사진

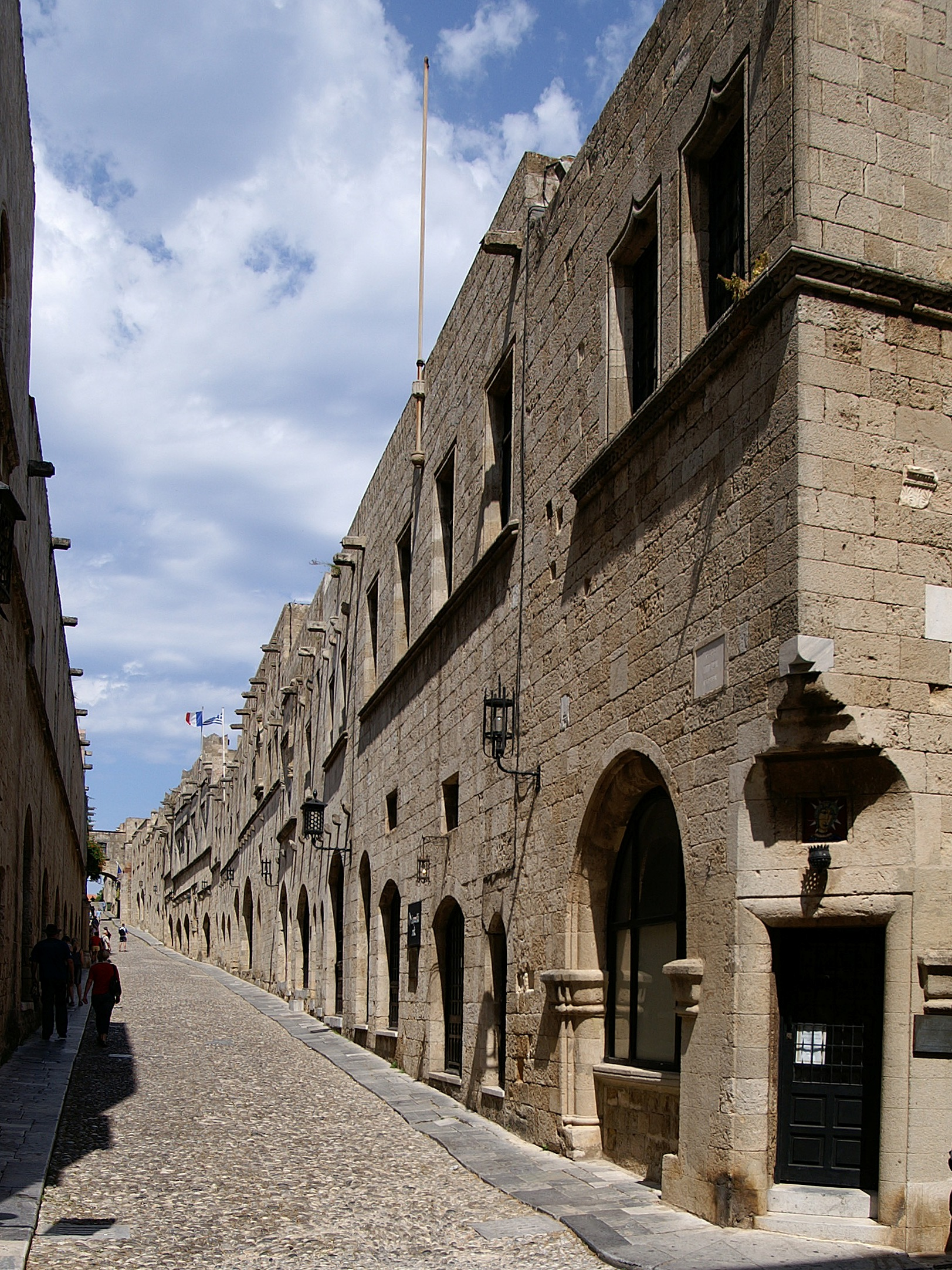
로도스에 있는 기사의 거리
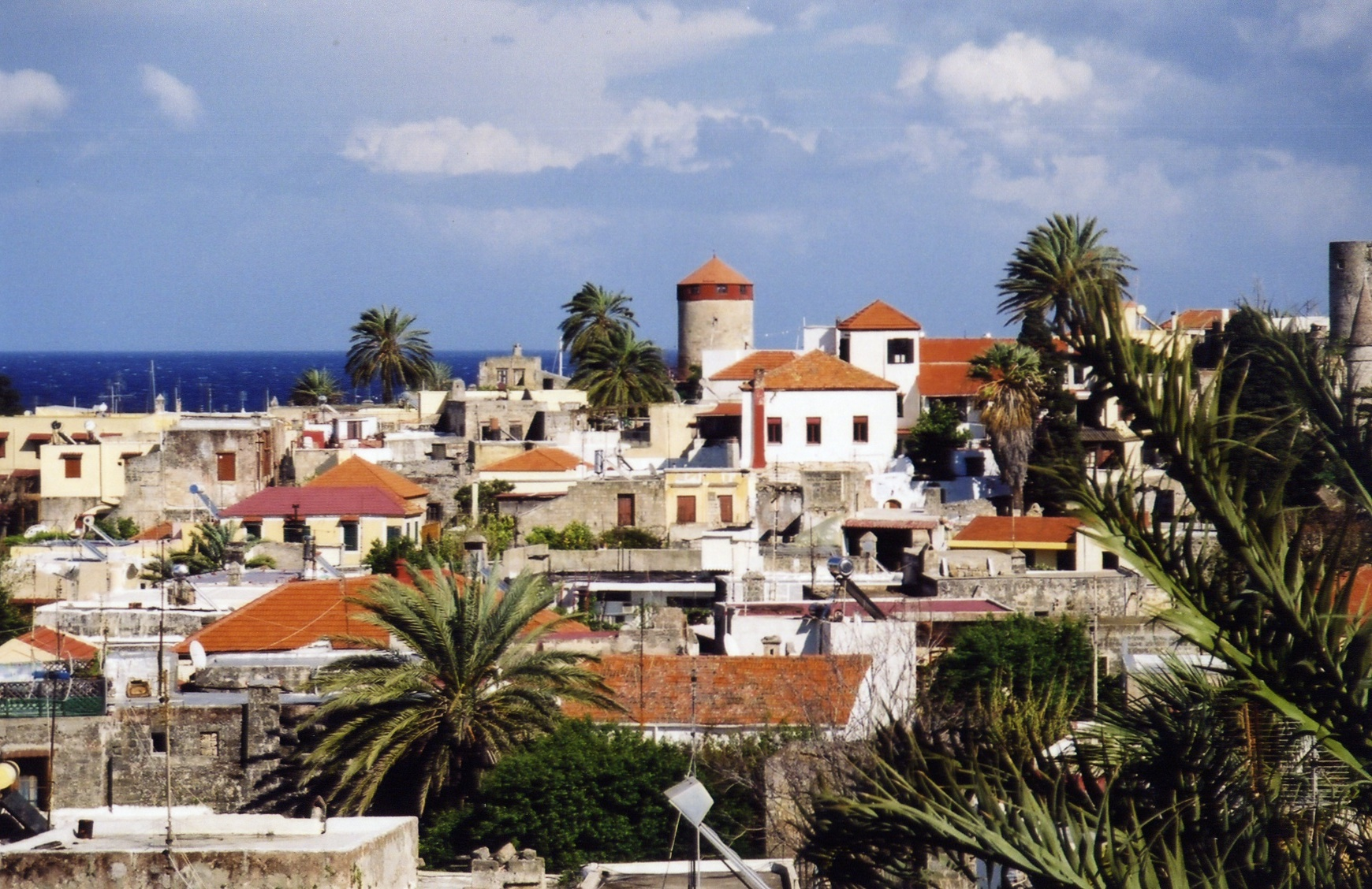
로도스 구 시가지